# Liste der Nummer-eins-Hits in Tschechien (2011)
Dies ist eine Liste der Nummer-eins-Hits in Tschechien im Jahr 2011. Sie basiert auf den Auswertungen der IFPI ČR, der nationalen Vertretung der tschechischen Musikindustrie. Grundlage sind die Top 50 Prodejní (Verkaufscharts) für Alben. Die Singles basieren auf den Radio Top 100 Oficiální.

## Singles
| ← 2010 ← | Liste der Nummer-eins-Hits in Tschechien (Radio Top 100) | Liste der Nummer-eins-Hits in Tschechien (Radio Top 100) | Liste der Nummer-eins-Hits in Tschechien (Radio Top 100) | 2012 → |
| \| Zeitraum \| Wo. ges. \| Interpret \| Titel Autor(en) \| Zusätzliche Informationen \| \| (Zeitraum, Wochen auf Platz eins, Interpret, Titel, Autor[en], zusätzliche Informationen) \| \| \| \| \| \| ----------------------------------------------------------------------------------------- \| -------- \| ------------------------------- \| ------------------------------------------------------------------------------------------------------------------------------------------------------------------------------------------------------------- \| --------------------------------------------------------------------------------------------------------------------------------------------------------------------------------------------------------------------------------------------------- \| \| 1.–2. Woche 2 Wochen (insgesamt 3) \| 3 \| Duck Sauce \| Barbra Streisand Frank Farian, Heinz Huth, Jürgen Huth, Fred Jay, Armand Van Helden, Alain Macklovitch \| erster Hit für Van Helden und A-Trak in Tschechien \| \| 3. Woche 1 Woche \| 1 \| The Black Eyed Peas \| The Time (Dirty Bit) Donald Markowitz, John DeNicola, Frankie Jon Previte, William Adams, Allan Apll Pineda, Damien Leroy \| der zweite Nummer-eins-Hit der Black Eyed Peas in Tschechien \| \| 4.–10. Woche 7 Wochen \| 7 \| Shakira feat. Dizzee Rascal \| Loca Dylan Kwabena Mills, Armando Christian Pérez, Edward E. Bello, Shakira Isabel Mebarak Ripoll, Carlos Daniel Crespo-Planas \| dritter Nummer-eins-Hit von Shakira, der zweite in Folge \| \| 11. Woche 1 Woche (insgesamt 3) \| 3 \| Duck Sauce \| Barbra Streisand Frank Farian, Heinz Huth, Jürgen Huth, Fred Jay, Armand Van Helden, Alain Macklovitch \| – \| \| 12.–15. Woche 4 Wochen \| 4 \| Martin Solveig feat. Dragonette \| Hello Martin Laurent Picandet, Martina Sorbara \| erster großer internationaler Hit des französischen DJs mit Unterstützung der Kanadierin Martina Sorbara und ihrer Band Dragonette \| \| 16.–20. Woche 5 Wochen (insgesamt 11) \| 11 \| Milk & Sugar vs. Vaya Con Dios \| Hey (Nah Neh Nah) Dirk Jean-Pierre Schoufs, Una Margaret M. Balfe, Danielle Marie Jacqueline Schoovaerts \| größter internationaler Hit des deutschen DJ-Duos mit einer Dance-Version eines Hits der belgischen Band Vaya Con Dios aus dem Jahr 1990 \| \| 21. Woche 1 Woche \| 1 \| Jennifer Lopez & Pitbull \| On the Floor Armando Christian Pérez, Nadir Khayat, Gonzalo Hermosa Gonzáles, Ulises Hermosa Gonzáles, Kinda Vivianne Hamid, Bilal Hajji, Achraf Jannusi, Geraldo Jacop Sandell \| drei Wochen nach Lopez’ Album schafft es auch diese Neuaufbereitung von Lambada auf Platz 1, für den US-Rapper ist es bereits die zweite Nummer-eins-Platzierung in zwei Jahren \| \| 22.–27. Woche 6 Wochen (insgesamt 11) \| 11 \| Milk & Sugar vs. Vaya Con Dios \| Hey (Nah Neh Nah) Dirk Jean-Pierre Schoufs, Una Margaret M. Balfe, Danielle Marie Jacqueline Schoovaerts \| – \| \| 28.–29. Woche 2 Wochen \| 2 \| The Black Eyed Peas \| Just Can’t Get Enough Rodney Roy Jerkins, Thomas Lee Brown, Jabbar Kareem Stevens, Julie R. Frost, Stacy Ferguson, Joshua Alvarez, William Adams, Stephen Henry Shadowen, Jaime Luis Gomez, Allan Apll Pineda \| ihre zweite Nummer eins in einem Jahr \| \| 30. Woche 1 Woche (insgesamt 3) \| 3 \| Bruno Mars \| The Lazy Song Peter Gene Hernandez, Philip Martin Lawrence II, Ari Levine, Christopher Steven Brown \| nach Platz 10 und Platz 14 der erste Nummer-eins-Hit in Tschechien für den US-amerikanischen Sänger, Produzenten und Songschreiber \| \| 31. Woche 1 Woche \| 1 \| LMFAO \| Party Rock Anthem Stefan Kendal Gordy, Skyler Husten Gordy, David Jamahl Listenbee, Peter Henry Schroeder III \| erster Nummer-eins-Hit für das US-Duo \| \| 32.–33. Woche 2 Wochen (insgesamt 3) \| 3 \| Bruno Mars \| The Lazy Song Peter Gene Hernandez, Philip Martin Lawrence II, Ari Levine, Christopher Steven Brown \| – \| \| 34.–35. Woche 2 Wochen \| 2 \| Adele \| Someone like You Adele Laurie Blue Adkins, Daniel Dodd Wilson \| erster Nummer-eins-Hit der Künstlerin des Jahres, nachdem die drei vorherigen Singles in Tschechien nicht unter die Top 30 gekommen sind \| \| 36. Woche 1 Woche \| 1 \| Katy Perry \| Last Friday Night (T.G.I.F.) Lukasz Gottwald, Martin Karl Sandberg, Katy Perry, Bonnie Leigh McKee \| nach Hot N Cold (2009) der zweite Nummer-eins- und der sechste Top-Ten-Hit für die US-Amerikanerin \| \| 37.–44. Woche 8 Wochen (insgesamt 9) \| 9 \| Don Omar feat. Lucenzo \| Danza Kuduro William Omar Landron Rivera, Fabrice Cyril Toigo, Philippe Louis de Oliveira, Faouzi Barkati, Ali Fitzgerald Moore \| internationaler Sommerhit, ursprünglich ein Hit des Franzosen Lucenzo, weltweit erfolgreich in der spanischen Version mit Don Omar, tschechisches Chartdebüt für beide Interpreten \| \| 45.–46. Woche 2 Wochen \| 2 \| Verona \| Hey Boy Musik: Petr Fider, Markéta Jakšlová; Text: Tom Malar \| Retro-Dance-Hit, der auf der Melodie des Klassikers Yes, Sir! That’s My Baby! von Walter Donaldson aus dem Jahr 1925 basiert. Das tschechische Dance-Pop-Duo hatte zuvor bereits ein halbes Dutzend Hits, die aber nicht über Platz 17 hinauskamen. \| \| 47. Woche 1 Woche (insgesamt 9) \| 9 \| Don Omar feat. Lucenzo \| Danza Kuduro William Omar Landron Rivera, Fabrice Cyril Toigo, Philippe Louis de Oliveira, Faouzi Barkati, Ali Fitzgerald Moore \| – \| \| 48. Woche 1 Woche \| 1 \| Václav Neckář & Umakart \| Půlnoční Jaromír Švejdík, Dušan Neuwerth, Jan P. Muchow \| weihnachtliches Lied aus dem Soundtrack des tschechischen Animationsfilms Alois Nebel, geschrieben wurde es von der Prager Band Umakart, die sich den Schauspieler-Musiker Neckář als Sänger dazuholten \| \| 49. Woche 1 Woche \| 1 \| Adele \| Set Fire to the Rain Fraser Lance Thorneycroft Smith, Adele Laurie Blue Adkins \| der zweite Nummer-eins-Hit aus dem Erfolgsalbum 21 \| \| 50. Woche 1 Woche \| 1 \| Bruno Mars \| Marry You Philip Martin Lawrence II, Peter Gene Hernandez, Ari Levine \| zweite Nummer eins in Folge, beide in einem Jahr \| \| 51. Woche 2011 – 6. Woche 2012 8 Wochen (insgesamt 12) \| 12 \| Mandrage \| Šrouby a matice Vít Starý, Matyáš Vorda, Michal Faitl, Josef Bolan, František Bořík \| dritter Top-5- und erster Nummer-eins-Hit der Rockband aus Pilsen, deren Album Moje krevní skupina die Top 10 erreichte; der zweite tschechischsprachige Hit des Jahres \| |                                                          |                                                          | | |
| ← 2010 |                                                          |                                                          | | → 2012 → |
| Zeitraum | Wo. ges.                                                 | Interpret                                                | Titel Autor(en) | Zusätzliche Informationen |
| (Zeitraum, Wochen auf Platz eins, Interpret, Titel, Autor[en], zusätzliche Informationen) |                                                          |                                                          | | |
| 1.–2. Woche 2 Wochen (insgesamt 3) | 3                                                        | Duck Sauce                                               | Barbra Streisand Frank Farian, Heinz Huth, Jürgen Huth, Fred Jay, Armand Van Helden, Alain Macklovitch | erster Hit für Van Helden und A-Trak in Tschechien |
| 3. Woche 1 Woche | 1                                                        | The Black Eyed Peas                                      | The Time (Dirty Bit) Donald Markowitz, John DeNicola, Frankie Jon Previte, William Adams, Allan Apll Pineda, Damien Leroy                                                                                     | der zweite Nummer-eins-Hit der Black Eyed Peas in Tschechien |
| 4.–10. Woche 7 Wochen | 7                                                        | Shakira feat. Dizzee Rascal                              | Loca Dylan Kwabena Mills, Armando Christian Pérez, Edward E. Bello, Shakira Isabel Mebarak Ripoll, Carlos Daniel Crespo-Planas                                                                                | dritter Nummer-eins-Hit von Shakira, der zweite in Folge |
| 11. Woche 1 Woche (insgesamt 3) | 3                                                        | Duck Sauce                                               | Barbra Streisand Frank Farian, Heinz Huth, Jürgen Huth, Fred Jay, Armand Van Helden, Alain Macklovitch | – |
| 12.–15. Woche 4 Wochen | 4                                                        | Martin Solveig feat. Dragonette                          | Hello Martin Laurent Picandet, Martina Sorbara | erster großer internationaler Hit des französischen DJs mit Unterstützung der Kanadierin Martina Sorbara und ihrer Band Dragonette |
| 16.–20. Woche 5 Wochen (insgesamt 11) | 11                                                       | Milk & Sugar vs. Vaya Con Dios                           | Hey (Nah Neh Nah) Dirk Jean-Pierre Schoufs, Una Margaret M. Balfe, Danielle Marie Jacqueline Schoovaerts | größter internationaler Hit des deutschen DJ-Duos mit einer Dance-Version eines Hits der belgischen Band Vaya Con Dios aus dem Jahr 1990 |
| 21. Woche 1 Woche | 1                                                        | Jennifer Lopez & Pitbull                                 | On the Floor Armando Christian Pérez, Nadir Khayat, Gonzalo Hermosa Gonzáles, Ulises Hermosa Gonzáles, Kinda Vivianne Hamid, Bilal Hajji, Achraf Jannusi, Geraldo Jacop Sandell                               | drei Wochen nach Lopez’ Album schafft es auch diese Neuaufbereitung von Lambada auf Platz 1, für den US-Rapper ist es bereits die zweite Nummer-eins-Platzierung in zwei Jahren                                                                     |
| 22.–27. Woche 6 Wochen (insgesamt 11) | 11                                                       | Milk & Sugar vs. Vaya Con Dios                           | Hey (Nah Neh Nah) Dirk Jean-Pierre Schoufs, Una Margaret M. Balfe, Danielle Marie Jacqueline Schoovaerts | – |
| 28.–29. Woche 2 Wochen | 2                                                        | The Black Eyed Peas                                      | Just Can’t Get Enough Rodney Roy Jerkins, Thomas Lee Brown, Jabbar Kareem Stevens, Julie R. Frost, Stacy Ferguson, Joshua Alvarez, William Adams, Stephen Henry Shadowen, Jaime Luis Gomez, Allan Apll Pineda | ihre zweite Nummer eins in einem Jahr |
| 30. Woche 1 Woche (insgesamt 3) | 3                                                        | Bruno Mars                                               | The Lazy Song Peter Gene Hernandez, Philip Martin Lawrence II, Ari Levine, Christopher Steven Brown | nach Platz 10 und Platz 14 der erste Nummer-eins-Hit in Tschechien für den US-amerikanischen Sänger, Produzenten und Songschreiber |
| 31. Woche 1 Woche | 1                                                        | LMFAO                                                    | Party Rock Anthem Stefan Kendal Gordy, Skyler Husten Gordy, David Jamahl Listenbee, Peter Henry Schroeder III                                                                                                 | erster Nummer-eins-Hit für das US-Duo |
| 32.–33. Woche 2 Wochen (insgesamt 3) | 3                                                        | Bruno Mars                                               | The Lazy Song Peter Gene Hernandez, Philip Martin Lawrence II, Ari Levine, Christopher Steven Brown | – |
| 34.–35. Woche 2 Wochen | 2                                                        | Adele                                                    | Someone like You Adele Laurie Blue Adkins, Daniel Dodd Wilson | erster Nummer-eins-Hit der Künstlerin des Jahres, nachdem die drei vorherigen Singles in Tschechien nicht unter die Top 30 gekommen sind |
| 36. Woche 1 Woche | 1                                                        | Katy Perry                                               | Last Friday Night (T.G.I.F.) Lukasz Gottwald, Martin Karl Sandberg, Katy Perry, Bonnie Leigh McKee | nach Hot N Cold (2009) der zweite Nummer-eins- und der sechste Top-Ten-Hit für die US-Amerikanerin |
| 37.–44. Woche 8 Wochen (insgesamt 9) | 9                                                        | Don Omar feat. Lucenzo                                   | Danza Kuduro William Omar Landron Rivera, Fabrice Cyril Toigo, Philippe Louis de Oliveira, Faouzi Barkati, Ali Fitzgerald Moore                                                                               | internationaler Sommerhit, ursprünglich ein Hit des Franzosen Lucenzo, weltweit erfolgreich in der spanischen Version mit Don Omar, tschechisches Chartdebüt für beide Interpreten                                                                  |
| 45.–46. Woche 2 Wochen | 2                                                        | Verona                                                   | Hey Boy Musik: Petr Fider, Markéta Jakšlová; Text: Tom Malar | Retro-Dance-Hit, der auf der Melodie des Klassikers Yes, Sir! That’s My Baby! von Walter Donaldson aus dem Jahr 1925 basiert. Das tschechische Dance-Pop-Duo hatte zuvor bereits ein halbes Dutzend Hits, die aber nicht über Platz 17 hinauskamen. |
| 47. Woche 1 Woche (insgesamt 9) | 9                                                        | Don Omar feat. Lucenzo                                   | Danza Kuduro William Omar Landron Rivera, Fabrice Cyril Toigo, Philippe Louis de Oliveira, Faouzi Barkati, Ali Fitzgerald Moore                                                                               | – |
| 48. Woche 1 Woche | 1                                                        | Václav Neckář & Umakart                                  | Půlnoční Jaromír Švejdík, Dušan Neuwerth, Jan P. Muchow | weihnachtliches Lied aus dem Soundtrack des tschechischen Animationsfilms Alois Nebel, geschrieben wurde es von der Prager Band Umakart, die sich den Schauspieler-Musiker Neckář als Sänger dazuholten                                             |
| 49. Woche 1 Woche | 1                                                        | Adele                                                    | Set Fire to the Rain Fraser Lance Thorneycroft Smith, Adele Laurie Blue Adkins | der zweite Nummer-eins-Hit aus dem Erfolgsalbum 21 |
| 50. Woche 1 Woche | 1                                                        | Bruno Mars                                               | Marry You Philip Martin Lawrence II, Peter Gene Hernandez, Ari Levine | zweite Nummer eins in Folge, beide in einem Jahr |
| 51. Woche 2011 – 6. Woche 2012 8 Wochen (insgesamt 12) | 12                                                       | Mandrage                                                 | Šrouby a matice Vít Starý, Matyáš Vorda, Michal Faitl, Josef Bolan, František Bořík | dritter Top-5- und erster Nummer-eins-Hit der Rockband aus Pilsen, deren Album Moje krevní skupina die Top 10 erreichte; der zweite tschechischsprachige Hit des Jahres                                                                             |

## Alben
| ← 2010 ← | Liste der Nummer-eins-Hits in Tschechien | Liste der Nummer-eins-Hits in Tschechien | Liste der Nummer-eins-Hits in Tschechien | 2012 → |
| \| Zeitraum \| Wo. ges. \| Interpret \| Titel \| Zusätzliche Informationen \| \| (Zeitraum, Wochen auf Platz eins, Interpret, Titel, zusätzliche Informationen) \| \| \| \| \| \| ------------------------------------------------------------------------------ \| -------- \| ---------------------------- \| ------------------------------------- \| -------------------------------------------------------------------------------------------------------------------------------------------------------------------------------------------------- \| \| 49. Woche 2010 – 6. Woche 2011 10 Wochen (insgesamt 15) \| 15 \| Kabát \| Banditi di Praga \| vierte Nummer-eins-Platzierung in den tschechischen Albumcharts seit 2006 \| \| 7. Woche 1 Woche \| 1 \| Roxette \| Charm School \| erfolgreiches Comeback des schwedischen Popduos nach langjähriger Chartabstinenz \| \| 8.–9. Woche 2 Wochen \| 2 \| Nightwork \| Tepláky aneb kroky Františka Soukupa \| erstes Nummer-eins-Album der Prager Spaßpopband \| \| 10. Woche 1 Woche \| 1 \| Avril Lavigne \| Goodbye Lullaby \| erstes Nummer-eins-Album der Kanadierin in Tschechien seit 2006 \| \| 11. Woche 1 Woche (insgesamt 15) \| 15 \| Kabát \| Banditi di Praga \| – \| \| 12. Woche 1 Woche \| 1 \| Škwor \| Drsnej kraj \| erstes Nummer-eins-Album der tschechischen Nu-Metal-Band seit 2006 \| \| 13.–14. Woche 2 Wochen (insgesamt 15) \| 15 \| Kabát \| Banditi di Praga \| – \| \| 15. Woche 1 Woche \| 1 \| Debbi \| Touch the Sun \| Debütalbum der deutsch-tschechischen Popsängerin, die mit der gleichnamigen Single den Hit des Jahres 2010 hatte \| \| 16.–17. Woche 2 Wochen (insgesamt 15) \| 15 \| Kabát \| Banditi di Praga \| – \| \| 18. Woche 1 Woche \| 1 \| Jennifer Lopez \| Love? \| erstes Nummer-eins-Album für Jennifer Lopez seit Chartbeginn 2006 \| \| 19. Woche 1 Woche \| 1 \| AC/DC \| Live at River Plate (DVD) \| zweite Nummer eins der australischen Hardrocker in den Albumcharts \| \| 20. Woche 1 Woche \| 1 \| Sadu \| Ultimate Collection \| zweite Nummer eins mit der zweiten Veröffentlichung seit dem Comeback 2010 \| \| 21.–22. Woche 2 Wochen \| 2 \| Lady Gaga \| Born This Way \| nachdem ihr Debütalbum noch auf Platz 2 stehengeblieben war, stieg das zweite Album der US-Sängerin auf Platz 1 ein \| \| 23. Woche 1 Woche \| 1 \| Tata Bojs \| Ležatá osmička \| zweites Nummer-eins-Album der Prager Alternative-Rock-Band \| \| 24.–26. Woche 3 Wochen (insgesamt 4) \| 4 \| Čechomor \| Místečko \| auch diese Prager Band, die traditionelle tschechische Musik mit Rock mischt, ist zum zweiten Mal auf Platz 1 der Albumcharts \| \| 27. Woche 1 Woche (insgesamt 2) \| 2 \| Robert Křesťan a Druhá Tráva \| Marcipán z Toleda \| 15. Album in 20 Jahren der tschechischen Bluegrassband mit ihrem Frontmann Křesťan \| \| 28. Woche 1 Woche (insgesamt 4) \| 4 \| Čechomor \| Místečko \| – \| \| 29. Woche 1 Woche (insgesamt 1) \| 1 \| Robert Křesťan a Druhá Tráva \| Marcipán z Toleda \| – \| \| 30. Woche 1 Woche (insgesamt 3) \| 3 \| Adele \| 21 \| erst nach dem Erfolg dieses zweiten Albums stieg auch das Debütalbum 19 der Britin in die tschechischen Charts ein \| \| 32. Woche 1 Woche \| 1 \| Amy Winehouse \| Back to Black \| 2008 kam das erfolgreichste Album der englischen Sängerin nach fast einjährigem Anlauf bis auf Platz 4, 2011 stieg es drei Wochen nach ihrem frühzeitigen Tod bis an die Chartspitze in Tschechien \| \| 33. Woche 1 Woche (insgesamt 3) \| 3 \| Adele \| 21 \| – \| \| 34. Woche 1 Woche \| 1 \| Lenny Kravitz \| Black and White America \| der Vorgänger It Is Time for a Love Revolution scheiterte 2008 knapp an Platz 1 \| \| 35.–38. Woche 4 Wochen \| 4 \| J.A.R. \| Dlouhohrající děcka \| nach Armáda špásu (2006) das zweite Nummer-eins-Album der tschechischen Funk-Rock-Supergroup \| \| 39. Woche 1 Woche (insgesamt 26) \| 26 \| Tomáš Klus \| Racek \| drittes Album des tschechischen Liedermachers und Schauspielers, erstmals erreicht er Platz 1 \| \| 40. Woche 1 Woche \| 1 \| Karel Gott \| Sentiment \| – \| \| 41.–45. Woche 5 Wochen (insgesamt 26) \| 26 \| Tomáš Klus \| Racek \| – \| \| 46. Woche 1 Woche \| 1 \| Kabát \| Banditi di Praga: Turné 2011 (CD/DVD) \| Liveversion des Erfolgsalbums vom Jahresbeginn, das selbst bereits 15 Wochen auf Platz eins gewesen war \| \| 47. Woche 2011 – 4. Woche 2012 10 Wochen (insgesamt 29) \| 29 \| Tomáš Klus \| Racek \| – \| |                                          |                                          |                                          | |
| ← 2010 |                                          |                                          |                                          | → 2012 → |
| Zeitraum | Wo. ges.                                 | Interpret                                | Titel                                    | Zusätzliche Informationen |
| (Zeitraum, Wochen auf Platz eins, Interpret, Titel, zusätzliche Informationen) |                                          |                                          |                                          | |
| 49. Woche 2010 – 6. Woche 2011 10 Wochen (insgesamt 15) | 15                                       | Kabát                                    | Banditi di Praga                         | vierte Nummer-eins-Platzierung in den tschechischen Albumcharts seit 2006 |
| 7. Woche 1 Woche | 1                                        | Roxette                                  | Charm School                             | erfolgreiches Comeback des schwedischen Popduos nach langjähriger Chartabstinenz |
| 8.–9. Woche 2 Wochen | 2                                        | Nightwork                                | Tepláky aneb kroky Františka Soukupa     | erstes Nummer-eins-Album der Prager Spaßpopband |
| 10. Woche 1 Woche | 1                                        | Avril Lavigne                            | Goodbye Lullaby                          | erstes Nummer-eins-Album der Kanadierin in Tschechien seit 2006 |
| 11. Woche 1 Woche (insgesamt 15) | 15                                       | Kabát                                    | Banditi di Praga                         | – |
| 12. Woche 1 Woche | 1                                        | Škwor                                    | Drsnej kraj                              | erstes Nummer-eins-Album der tschechischen Nu-Metal-Band seit 2006 |
| 13.–14. Woche 2 Wochen (insgesamt 15) | 15                                       | Kabát                                    | Banditi di Praga                         | – |
| 15. Woche 1 Woche | 1                                        | Debbi                                    | Touch the Sun                            | Debütalbum der deutsch-tschechischen Popsängerin, die mit der gleichnamigen Single den Hit des Jahres 2010 hatte                                                                                   |
| 16.–17. Woche 2 Wochen (insgesamt 15) | 15                                       | Kabát                                    | Banditi di Praga                         | – |
| 18. Woche 1 Woche | 1                                        | Jennifer Lopez                           | Love?                                    | erstes Nummer-eins-Album für Jennifer Lopez seit Chartbeginn 2006 |
| 19. Woche 1 Woche | 1                                        | AC/DC                                    | Live at River Plate (DVD)                | zweite Nummer eins der australischen Hardrocker in den Albumcharts |
| 20. Woche 1 Woche | 1                                        | Sadu                                     | Ultimate Collection                      | zweite Nummer eins mit der zweiten Veröffentlichung seit dem Comeback 2010 |
| 21.–22. Woche 2 Wochen | 2                                        | Lady Gaga                                | Born This Way                            | nachdem ihr Debütalbum noch auf Platz 2 stehengeblieben war, stieg das zweite Album der US-Sängerin auf Platz 1 ein                                                                                |
| 23. Woche 1 Woche | 1                                        | Tata Bojs                                | Ležatá osmička                           | zweites Nummer-eins-Album der Prager Alternative-Rock-Band |
| 24.–26. Woche 3 Wochen (insgesamt 4) | 4                                        | Čechomor                                 | Místečko                                 | auch diese Prager Band, die traditionelle tschechische Musik mit Rock mischt, ist zum zweiten Mal auf Platz 1 der Albumcharts                                                                      |
| 27. Woche 1 Woche (insgesamt 2) | 2                                        | Robert Křesťan a Druhá Tráva             | Marcipán z Toleda                        | 15. Album in 20 Jahren der tschechischen Bluegrassband mit ihrem Frontmann Křesťan |
| 28. Woche 1 Woche (insgesamt 4) | 4                                        | Čechomor                                 | Místečko                                 | – |
| 29. Woche 1 Woche (insgesamt 1) | 1                                        | Robert Křesťan a Druhá Tráva             | Marcipán z Toleda                        | – |
| 30. Woche 1 Woche (insgesamt 3) | 3                                        | Adele                                    | 21                                       | erst nach dem Erfolg dieses zweiten Albums stieg auch das Debütalbum 19 der Britin in die tschechischen Charts ein                                                                                 |
| 32. Woche 1 Woche | 1                                        | Amy Winehouse                            | Back to Black                            | 2008 kam das erfolgreichste Album der englischen Sängerin nach fast einjährigem Anlauf bis auf Platz 4, 2011 stieg es drei Wochen nach ihrem frühzeitigen Tod bis an die Chartspitze in Tschechien |
| 33. Woche 1 Woche (insgesamt 3) | 3                                        | Adele                                    | 21                                       | – |
| 34. Woche 1 Woche | 1                                        | Lenny Kravitz                            | Black and White America                  | der Vorgänger It Is Time for a Love Revolution scheiterte 2008 knapp an Platz 1 |
| 35.–38. Woche 4 Wochen | 4                                        | J.A.R.                                   | Dlouhohrající děcka                      | nach Armáda špásu (2006) das zweite Nummer-eins-Album der tschechischen Funk-Rock-Supergroup |
| 39. Woche 1 Woche (insgesamt 26) | 26                                       | Tomáš Klus                               | Racek                                    | drittes Album des tschechischen Liedermachers und Schauspielers, erstmals erreicht er Platz 1 |
| 40. Woche 1 Woche | 1                                        | Karel Gott                               | Sentiment                                | – |
| 41.–45. Woche 5 Wochen (insgesamt 26) | 26                                       | Tomáš Klus                               | Racek                                    | – |
| 46. Woche 1 Woche | 1                                        | Kabát                                    | Banditi di Praga: Turné 2011 (CD/DVD)    | Liveversion des Erfolgsalbums vom Jahresbeginn, das selbst bereits 15 Wochen auf Platz eins gewesen war                                                                                            |
| 47. Woche 2011 – 4. Woche 2012 10 Wochen (insgesamt 29) | 29                                       | Tomáš Klus                               | Racek                                    | – |